# Лилиенталь, Макс
Макс Лилиенталь (нем. Max Lilienthal, 6 октября 1815, Мюнхен — 5 апреля 1882, Цинциннати, Огайо) — немецкий еврей, раввин, служивший советником правительства Российской империи в проекте включения светских предметов в программу иешив.

## Биография
Макс Лилиенталь учился в Мюнхенском университете и получил звание доктора в 1837 году. В 1839 году он получил пост директора еврейской школы, основанной в Риге по просьбе местных евреев.
В 1841 году был приглашён Сергеем Уваровым, министром просвещения Российской империи, с целью назначения советником в проекте еврейского образования. Уваров хотел создать школы, где бы изучались не только священные предметы (Тора, Талмуд), но и общеобразовательные (математика, русский язык).
В 1843 году Лилиенталь посетил Воложинскую иешиву и встречался с её руководителями. В том же году, терпя крайнюю нужду, математик Яков Моисеевич Эйхенбаум обратился к Исааку Бер Левинзону с просьбой, чтобы тот похлопотал за него y Макса Лилиенталя о месте в одной из открываемых казенных школ; Лилиенталь не остался равнодушен к судьбе ученого и в 1844 году Эйхенбаум получил место смотрителя еврейской школы в Кишинёве, a с 1850 года до самой смерти состоял инспектором раввинского училища в городе Житомире.
В 1845 году Лилиенталь уехал в Америку, где был назначен раввином.